# Esther Hansen
Esther Hansen (født 27. december 1936 i Gram, død 9. maj 1990) var en dansk håndboldspiller og atlet. Hun var medlem af Helsingør Idrætsforening.
Esther Hansen spillede 22 landskampe på Danmarks håndboldlandshold och gjorde 28 mål i perioden 1956-1969. Hun var med til at vinde det nordiske mesterskab i Finland 1956 og Island 1964. Hun med til at spille Danmark till en 5. plads ved VM i 1957 i Jugoslavien, hvor hun spillede en kamp i den indledende runde mod Østrig. Det blev atter en 5.plads ved VM 1965 i Vesttyskland, hvor hun spillede en kamp i den indledende runde mod Jugoslavien. Det blev till et DM med Helsingør sæsonen 1962-63
I 1956 præsenterede Esther Hansen nogle for den tid, fornemme resultater, med 2.31,4 på 800 meter blev bun bronzemedaljør ved Danske mesterskaber i atletik og slog sjællandsk rekord. I 1957 blev hendes 800 meter tid forbedrt til 2.25,0, hvilket rakte til DM-sølv. Samme år viste hun sin alsidighed ved at vinde sjællandsmesterskabet i ottekamp. Året efter blev hendes personlige rekord på 800 meter forbedred endnu engang, så den derefter var 2.24,4. Esther Hansen havde mange talenter. I 1958 blev hun således nummer to ved DM i kuglestød med 10,89. Året efter blev hun sjællandsmester i spydkast med et kast på 35,60, et resultat som hun senere på året forbedrede til 36,16. Samme år blev det også til 11,04 i kuglestød og 33,00 i diskoskast. Hun satte flere sjællandsrekorder og fik en landskamp.

## Danske mesterskaber i atletik
- Sølv 1958 Kuglestød 10,89
- Sølv 1957 800 meter 2:25.2
- Bronze 1956 800 meter 2:31.4